# 갈고리냉이족
갈고리냉이족(-----族, 학명: Oreophytoneae 오레오피토네아이[*])은 배추과의 족이다.

## 하위 분류
- 갈고리냉이속(Oreophyton O.E.Schulz)
- Murbeckiella Rothm.